# Praseodymium-142
Praseodymium-142 of 142Pr is een onstabiele radioactieve isotoop van praseodymium, een lanthanide. De isotoop komt van nature niet op Aarde voor.

## Radioactief verval
Praseodymium-142 bezit een halveringstijd van ongeveer 19 uur. Het vervalt vrijwel volledig (99,98%) naar de stabiele isotoop neodymium-142:
{\displaystyle {\ce {{^{142}_{59}Pr}->{^{142}_{60}Nd}+{e^{-}}+{\bar {\nu }}_{e}}}}
De vervalenergie hiervan bedraagt 2,16247 MeV. 
De rest (0,0164%) vervalt tot de stabiele isotoop cerium-142:
{\displaystyle {\ce {{^{142}_{59}Pr}+{e^{-}}->{^{142}_{58}Ce}+{\nu }_{e}}}}
De vervalenergie bedraagt 745,75 keV.
121Pr · 122Pr · 123Pr · 124Pr · 125Pr · 126Pr · 127Pr · 127mPr · 128Pr · 129Pr · 129mPr · 130Pr · 130mPr · 131Pr · 131mPr · 132Pr · 132mPr · 133Pr · 133mPr · 134Pr · 134mPr · 135Pr · 135mPr · 136Pr · 137Pr · 137mPr · 138Pr · 138mPr · 139Pr · 140Pr · 140m1Pr · 140m2Pr · 141Pr · 142Pr · 142mPr · 143Pr · 144Pr · 144mPr · 145Pr · 146Pr · 147Pr · 148Pr · 148mPr · 149Pr · 150Pr · 151Pr · 152Pr · 153Pr · 154Pr · 155Pr · 156Pr · 157Pr · 158Pr · 159Pr · 160Pr